# クラフトコーラ

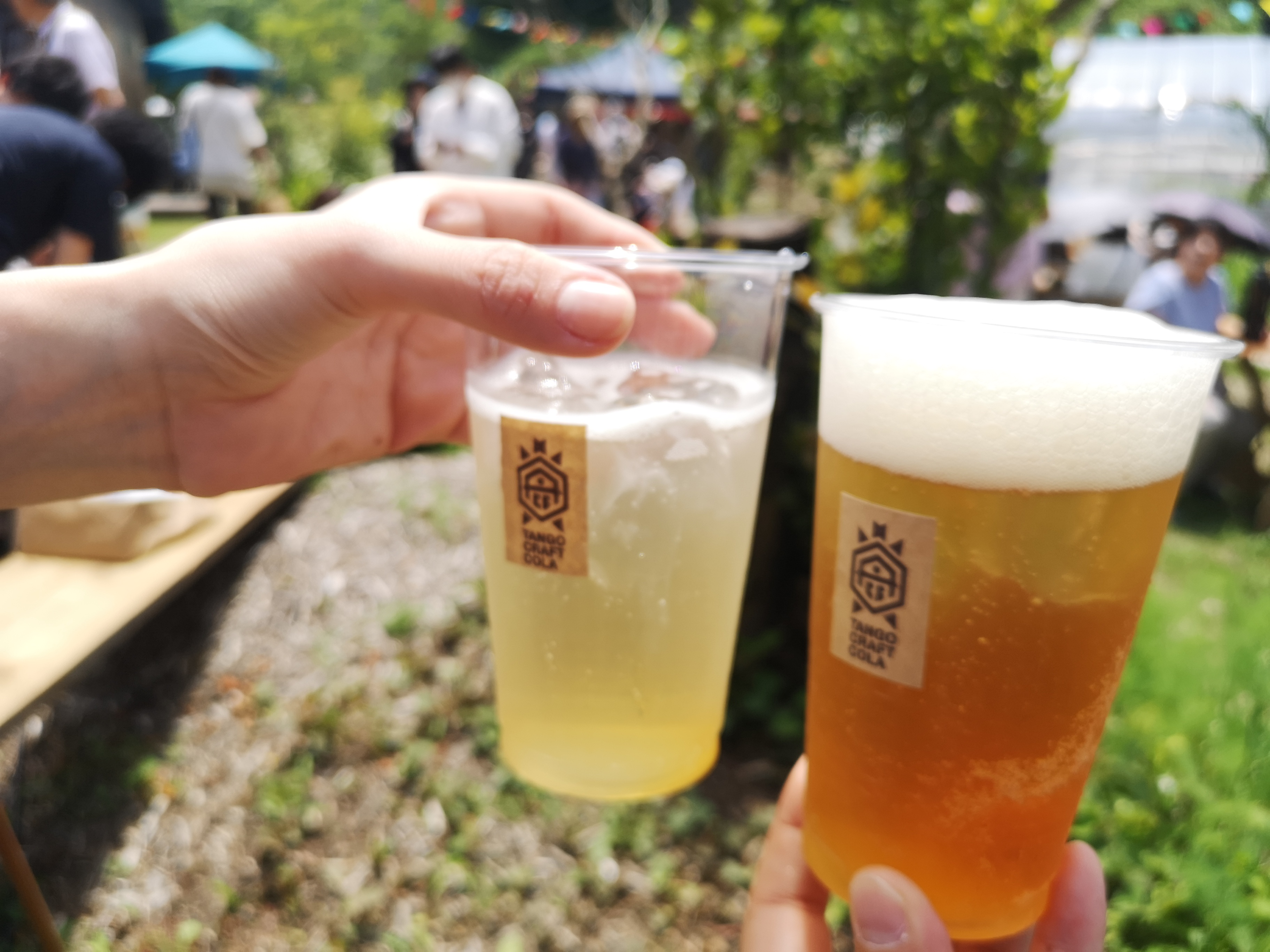
素材により様々な色・風味があるクラフト・コーラの一例

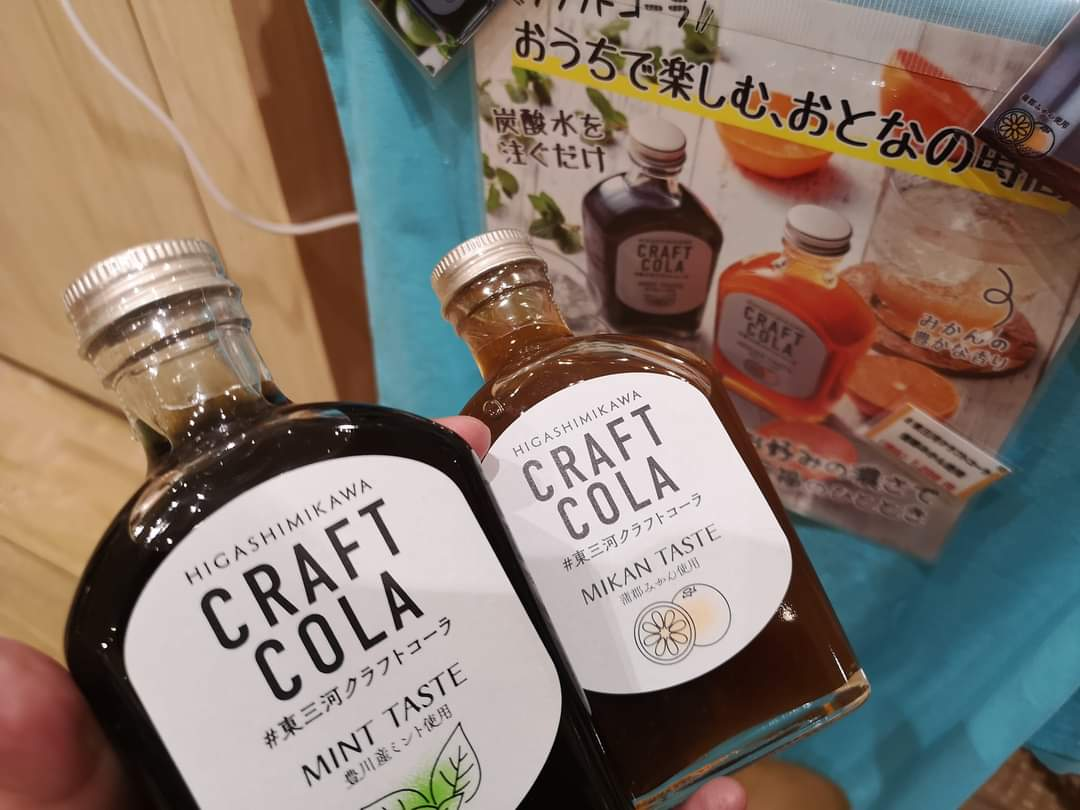
シロップで販売されているクラフトコーラの一例

クラフトコーラ（英語：craft cola）とは、「職人が作るコーラ」、「手作りのコーラ」を表したもので「独立性」「伝統的」「地域性」などがキーワードとなっている、大手飲料メーカーが大量に生産するコーラと対比して使われる表現である。シロップで販売しているものが多く、炭酸飲料で割って飲んだり、牛乳やお酒などいろいろな飲み方が楽しめるのも特徴である。店頭で提供される場合でも、炭酸飲料で割るだけではなく、牛乳で割ったものや、焼酎やその他のアルコールで割ったものが存在する。
明確な定義はないが、2023年1月6日に発足した業界団体「国際クラフトコーラ連盟」（FICA）は、「合成添加物は基本不使用。香辛料は不純物の混ざらないホール（原型）を使う」という基準を設けている。

## クラフトコーラの成分
一般的に砂糖などの甘味料と、コーラの実などのスパイスやハーブ、オレンジやレモンなどの柑橘類を煮込んで作られている。
甘味料
使用される甘味料は製品によってそれぞれだが果糖ブドウ糖液糖などは使用されず、砂糖、サトウキビ糖、甜菜糖などが使用される。UMAMI COLAのように甘酒を甘味料として使用したものもある。
スパイス、ハーブ
製品の特色を色濃く表す構成要素である。コーラの実を始め、シナモン、クローブ、バニラビーンズなど多種多様なスパイス、ミントなどのハーブが10種類程度で構成されるのが一般的である。種類が多ければ良いと言うわけではない。
柑橘類
主にオレンジ、レモン、ライムが使用される。地域の特産を使いキンカンやみかん、ゆずやシークヮーサーなどが使用される場合もある。柑橘類を特徴とするクラフトコーラも多い。
添加物
基本的には着色料や保存料などの添加物を使用しない、無添加のものが多い。

## 歴史

### 誕生期
2014年、ペプシコにより「キャレブズコーラ（CALEB's KOLA）」が発売された。
2018年春、キャレブズコーラが日本で発売され、「クラフトコーラ」という名称が初めて紹介された。同年夏、コーラナッツを始めとするスパイス類や柑橘類といった自然由来の素材をふんだんに用いた製法が特徴の「伊良コーラ」や「ともコーラ」が登場した。一部のレストランやカフェではすでに自家製コーラが提供されていたが、その後シロップという形で多くのクラフトコーラが登場し流通していった。
2019年、カフェインを含ませるためコーラナッツのかわりにコスタリカ産の上質なファインカカオを使用した「カカオ生コーラ」、熊本産の柑橘や黒糖を使って作られた「熊本クラフトコーラ」が発売される。その後2020年には、奄美諸島の喜界島産の島みかんやきび糖などを利用したTOBATOBA、高知クラフトコーラ"sawachina"、出雲SPICE LAB. クラフトコーラ、銚子灯台コーラ、薩摩クラフトコーラなどが全国に誕生する。
クラフトコーラは自由度が高く、伊良コーラによるものを中心に、コーヒーや焼酎、カレー、ラーメンなど沢山のコラボ商品がある。

### 大手企業の参入とブームの到来
2021年、UMAMI COLAやMoto Cola、薬膳醗酵コーラ「覚醒」など地域由来のものではないクラフトコーラやUMAMI COLAの「予防医学」の観点から開発されたものなど、多種多様なクラフトコーラが誕生した。それに続き大手メーカーもクラフトコーラ開発に参入するようになる。6月半ばにカルディコーヒーファームが「ドライクラフトコーラ」を売り出したのを皮切りに、同月20日には高級スーパーの成城石井から「成城石井クラフトコーラ」、同月21日にはポッカサッポロフード&ビバレッジから「THE CRAFT COLA」、さらに同月22日にはペプシコも「ペプシ〈生〉」という、クラフトコーラに寄せた商品を販売。モスバーガーも、期間限定でクラフトコーラを販売した。また、小杉湯でのクラフトコーラフェスト、サウナ施設でのととのふコーラなどクラフトコーラを使ったオリジナルなイベントなども登場するようになった。
2021年7月22日、京都府北部の4つの市町（京丹後市、与謝野町、伊根町、宮津市）では、飲食店主ら8人が共同で任意団体「丹後クラフトコーラ組合」を結成、「クラフトコーラの街」宣言を行い、個性豊かなクラフトコーラの商品化を推進することを表明した。
2022年1月にはアサヒ飲料が三ツ矢ブランドでクラフトコーラを発売、3月には缶での販売も発表した。
また、コロナ禍で健康志向の高まりや自宅で過ごす時間が増えたことで、一手間かかる料理の手作りにチャレンジする傾向が強まり、クラフトコーラのレシピ検索頻度は2020年以降も右肩上がりで伸長している。同様の理由から、酒類の提供自粛が呼びかけられた結果、一時的にクラフトコーラを酒の代わりに提供する店もあり、期間限定のつもりが定番商品となったケースもある。
コーラ専門情報メディア「Cola-Fan」編集長を務める空水りょーすけは、「デイリー新潮」に寄せた記事の中で、このような酒類の提供規制によって清涼飲料水が発展したのは禁酒法時代のアメリカの状況と似ていると指摘している。
2022年4月にはクラフトコーラヴィレッジというクラフトコーラ32種類を集めたクラフトコーラ史上最大規模のイベントが行われる。
2023年1月6日に国際クラフトコーラ連盟（FICA）が発足し、初代理事長にUMAMI COLA代表の山田貴久が、副理事長には「Cola-Fan」編集長の空水りょーすけがそれぞれ就任した。3月21日には伊良コーラ、9月12日にはUMAMI COLAよりRTDの缶タイプが発売される。

## 主なクラフトコーラ

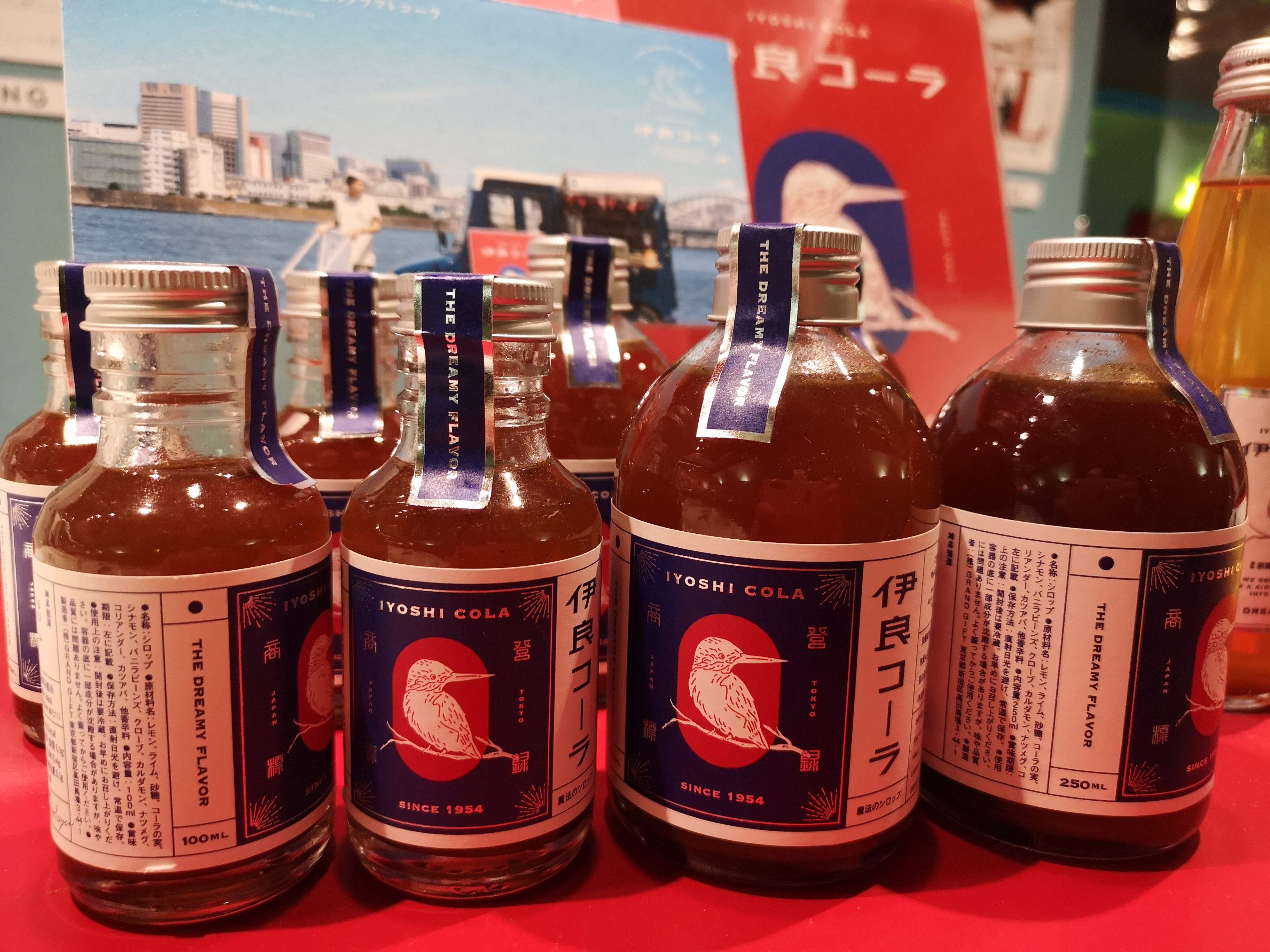
シロップ（伊良コーラ）

店頭のみで販売しているものや、一度きりの製造販売のものも多く、常時購入できるものはまだ少ない。（あいうえお順）
北海道
- 十勝夕暮れコーラ[18] - 中田食品 他
- 北海道スパイスコーラ - NORTH FARM STOCK
- オノリシャスコーラー[19] - オノリシャス

青森県
- 青森りんごクラフトコーラ - Apple PAPA
- ジャッツ タッコーラー[20] - 田子町ガーリックセンター
- 酵素COLA - 高蔵ホーク
- 波羅蜜コーラ - 波羅蜜コーラカフェ
- ねぶたのコーラ - SWEETEST DAY

岩手県
- こはるコーラー - 世嬉の一酒造（いわて蔵ビール）
- 紫波クラフトコーラ[21] - Soleil陽だまり
- 思惟の風 黒文字コーラ[22] - 浅沼醤油店

宮城県
- センダイクラフトコーラ[23] - リレイン
- ソヨ・コーラ - カフェ･ソヨ

秋田県
- ハチコーラ[24] - ツバサ
- クラフトコーラ - 萬屋あきた本荘よろずや

山形県
- YATA COLA[25] - ティーズファクトリー
- りんごクラフトコーラ - 中川果樹園

福島県
- IROTASU[26] - oriori
- フクシマクラフトコーラ - ニックファンズ
- 薬膳ツル・コーラ - 橋谷田商店
- 温泉クラフトコーラシロップ - 岳温泉（佐藤物産館）
- クラフトコーラー[27] - クラフトコーラ屋さん

茨城県
- 8cco - 柴沼醤油醸造

栃木県
- ニッコーラ - 日光珈琲
- コーラ・ジ・エンド - SPICE BOX gallery
- ベッピンコーラ - ハトムギラボ（小山はとむぎ工房）

群馬県
- 紺金コーラ[28] - FUIGO
- 源流コーラ[29] - みなかみクラフト

埼玉県
- 埼玉クラフトコーラ1/63[30] - ときがわブルワリー
- UMAMI COLA（ウマミコーラ）[31] - UMAMI COLA

千葉県
- 銚子灯台コーラ - 銚子ビール犬吠醸造所（千葉県初のクラフトコーラ）
- 西千葉コーラ - Eureka Coffee Roasters

東京都
- 伊良コーラ - 伊良コーラ
- ともコーラ[32] - TOMO's CRAFT
- 谷中クラフトコーラ[33] - 谷中クラフトコーラ
- TOKYOクラフトコーラ - ポールスタア
- 東京コーラ - お茶の木下園

神奈川県
- 横浜クラフトコーラ[34]、 - Gold heart（神奈川県初のクラフトコーラ）
- ゴジアイコーラ - 薬膳喫茶KURA

新潟県
- 越後クラフトコーラ[35] - 越後クラフト屋
- Kuracola[36] - 阿部酒造 コーラ製造所
- LAGOON COLA[37] - R.F.E、新潟麦酒
- 三和ってどっコーラ - あおき味噌醸造場
- YASO COLA - 越後薬草

富山県
- 喜八コーラ[38] - 喜八食品
- べっぴんこーら - 前田薬品工業、富山県立滑川高校薬学部

石川県
福井県
山梨県
- 甲州クラフトコーラ - Gold heart
- 青い富士山コーラ - 富士山プロダクト

長野県
- 浅間コーラ - ASAMAYA MARCHE 実行委員会
- BOTANICAL CRAFT COLA[39] - よしとも
- ワタナベコウラ - 青い鳥薬局

岐阜県
- ぎふコーラ[40] - ぎふコーラ
- うだつ上がるコーラ[41] - BAR EST バルエスト

静岡県
愛知県
三重県
滋賀県
京都府
大阪府
兵庫県
奈良県
和歌山県
鳥取県
島根県
岡山県
広島県
山口県
徳島県
香川県
愛媛県
高知県
福岡県
佐賀県
長崎県
熊本県
大分県
宮崎県
鹿児島県
沖縄県
その他
- アカガミコーラ
- 芥川コーク
- awaトクシマコーラ[42]
- 出雲SPICE LAB. クラフトコーラ[43]
- イセカルダモンコーラ[44]
- 伊良コーラ
- UMAMI COLA
- 越後クラフトコーラ
- おにみみコーラ[45]
- OFF COLA[46]
- カカオ⽣コーラ[47]
- 鎌倉龍神コーラ
- KAME COLA[48]
- 亀の甲羅（カメノコーラ）[49]
- キヌヤマコーラ
- ぎふコーラ
- 熊本クラフトコーラ
- 高知クラフトコーラ"sawachina"
- コーノコーラ
- こはるコーラ
- コーラ・ジ・エンド
- コーランド　コーラ・スカッシュ
- 紺⾦コーラ
- 薩摩クラフトコーラ
- 瀬⼾内三豊コーラ
- 丹後クラフトコーラ[50]
- 知多コーラ
- 美らコーラ
- ツチヤコーラ
- CHOICE COLA ORIGINAL CRAFT
- 銚子灯台コーラ
- spice ade®︎スパイスエード
- TOKYO クラフトコーラ
- ともコーラ
- TOBATOBA
- パチコーラ
- 8cco 薬膳醗酵コーラ「覚醒」
- 東三河クラフトコーラ[2]
- ⽇々乃コーラ
- フジコーラ
- 富⼠⼭嶺クラフトコーラ
- 北摂スパイスコーラ
- 萬金コーラ
- 三ツ矢サイダーグループ　クラフトコーラ
- Meimetsu
- Mellow Cola
- Moto Cola
- 屋久島1000年コーラ
- ヤタコーラ
- 横浜クラフトコーラ
- ラバブルコーラ
- ラララコーラ